# Juzet-de-Luchon
Juzet-de-Luchon is een gemeente in het Franse departement Haute-Garonne (regio Occitanie) en telt 390 inwoners (2004). De plaats maakt deel uit van het arrondissement Saint-Gaudens.

## Geografie
De oppervlakte van Juzet-de-Luchon bedraagt 6,8 km², de bevolkingsdichtheid is 57,4 inwoners per km².
De onderstaande kaart toont de ligging van Juzet-de-Luchon met de belangrijkste infrastructuur en aangrenzende gemeenten.

## Demografie
Onderstaande figuur toont het verloop van het inwonertal (bron: INSEE-tellingen).